# Івашево (Богородський міський округ)
Іва́шево (рос. Ивашево) — присілок у складі Богородського міського округу Московської області, Росія.

## Населення
Населення — 178 осіб (2010; 138 у 2002).
Національний склад (станом на 2002 рік):
- росіяни — 99 %